# شین تیلر
شین تِـیلر (انگلیسی: Shane Taylor؛ زادهٔ ۱۳ مارس ۱۹۷۴) بازیگر اهل بریتانیا است. وی از سال ۱۹۹۹ میلادی تاکنون مشغول فعالیت بوده‌است.
از فیلم‌ها یا برنامه‌های تلویزیونی که وی در آن نقش داشته‌است، می‌توان به بمب‌افکن، قدم‌زدن با دشمن و جوخه برادران اشاره کرد.